# ميتتان لرجل واحد
ميتتان لرجل واحد وتترجم حرفيًا إلى موت كينكاس ووتريل مرتين (بالبرتغالية: A Morte e a Morte de Quincas Berro d'Água‏) هي روايةٌ برازيليَّة حداثيَّة، صدرت عام 1959 من تأليف جورجي أمادو. نُشرت للمرة الأولى في مجلة سنهور [الإنجليزية] البرازيلية. تتحدث الرواية عن رجلٍ في الخمسين من عمره يهجر عائلته ليتشردد في الشوارع ويسكر في الحانات ويمارس الدعارة، ويشكل خبر وفاته صدمةً للجميع، عائلته الأصلية ورفاقه المتشردين، فتقرر الأولى دفنه بطريقةٍ محترمة، ولكنَّ لرفاقه رأيٌ آخر، فتكون آخر كلماته عند الموت الأخير (الثاني) «على كل فردٍ أن يعتني بدفن نفسه، فلا وجود لمستحيل».

## الترجمة العربيَّة
تُرجمت الرواية من اللغة البرتغاليَّة إلى العربيَّة بواسطة عبد الجليل العربي، نشرت الطبعة الأولى عام 2015 تحت عنوان «ميتتان لرجل واحد» عن دار مسكيلياني للنشر في تونس. كما نشرت الطبعة الأولى عام 1997 تحت عنوان «الرجل الذي مات مرتين» عن دار العودة في بيروت، ونشرت أيضًا عام 1979 تحت عنوان «كانكان العوام الذي مات مرتين» بواسطة محمد عيتاني عن دار الفارابي في بيروت.
تختلف الترجمات العربيَّة في تسمية الشخصيَّة الرئيسة، فمثلًا يذكر اسمه الحقيقي «جواكيم سواريس دا كونيا» (2015) أو «جواكيم سواريس داكونها» (1979)، واسمه بعد التشرد «كينكاس هدير الماء» (2015) أو «كوينكاس واتريل» (1997) أو «كانكان العوام» (1979).